# Mausohr-Wochenstubengebiet Südliches Leinebergland
Mausohr-Wochenstubengebiet Südliches Leinebergland este o arie protejată (arie specială de conservare — SAC, sit de importanță comunitară — SCI) din Germania întinsă pe o suprafață de 0,31 ha, integral pe uscat.

## Localizare
Centrul sitului Mausohr-Wochenstubengebiet Südliches Leinebergland este situat la coordonatele 51°41′59″N 9°52′19″E / 51.6997°N 9.8719°E.

## Înființare
Situl Mausohr-Wochenstubengebiet Südliches Leinebergland a fost declarat sit de importanță comunitară în ianuarie 2005 pentru a proteja 1 specie de animale. Situl a fost protejat și ca arie specială de conservare în noiembrie 2007.

## Biodiversitate
Situată în ecoregiunea continentală, aria protejată nu include niciun habitat protejat.
La baza desemnării sitului se află o specie protejată de  mamifere: liliac comun (Myotis myotis).